# James Vince
James Michael Vince (* 14. März 1991 in Cuckfield, Vereinigtes Königreich) ist ein englischer Cricketspieler, der zwischen 2015 und 2023 für die englische Nationalmannschaft spielte.

## Kindheit und Ausbildung
Vince war Teil der englischen Mannschaft beim ICC U19-Cricket-Weltmeisterschaft 2010.

## Aktive Karriere
Vince gab sein First-Class-Debüt in der Saison 2009 für Hampshire. Dort konnte er sich vor allem in den kurzen Formaten etablieren und fand seinen Weg in die englische A-Nationalmannschaft. Auch dort konnte er überzeugen und nachdem er in der Saison 2014 überragend für Hampshire spielte, unter anderem 1525 Runs in der County Championship erhielt er seine Berufung in der Nationalmannschaft. Auch wurde er dort zum Twenty20-Kapitän ernannt. Im Mai 2015 gab er sein ODI-Debüt in Irland. Im November 2015 folgte dann auch sein Twenty20-Debüt gegen Pakistan. Er war dann Teil des englischen Aufgebotes für die ICC World Twenty20 2016 in Indien, wo er einen Einsatz gegen Afghanistan erhielt und 22 Runs erreichte. Im Mai 2016 folgte sein Test-Debüt gegen Sri Lanka. In den ODIs der Tour erreichte er ein Fifty über 51 Runs. Er erhielt in dem Sommer zahlreiche Einsätze, konnte dabei jedoch nicht überzeugen. So wurde er vorerst aus dem Kader gestrichen.
Für die Ashes Tour 2017/18 wurde er wieder ins Test-Team berufen. Dort gelangen ihm dann insgesamt zwei Fifties im ersten (83 Runs) und dritten Spiel (55 Runs). Zum Ende der Saison erhielt er noch einen weiteren Einsatz in Neuseeland, wo ihm ein weiteres Fifty über 76 Runs gelang. Doch reichte dieses nicht um seinen Platz im Kader zu behalten und so wurde er im Sommer aus diesem gestrichen. Doch errang er in der Folge einen Platz im One-Day-Team Englands und wurde für den Cricket World Cup 2019 nominiert. Hier erhielt er drei Einsätze in der Vorrunde. Unter anderem erreichte er dabei gegen Afghanistan 26 Runs. England konnte in der Folge dann gegen Neuseeland das Finale gewinnen und sich so den Weltmeistertitel sichern. Im November gelang ihm in Neuseeland ein Fifty über 59 Runs in den Twenty20s, wofür er als Spieler des Spiels ausgezeichnet wurde. Er spielte dann in der Folge vermehrt in Twenty20-Ligen weltweit. So spielte er für die Sydney Sixers in der Big Bash League und den Multan Sultans in der Pakistan Super League.
In der Saison 2021 folgte sein Einsatz in der ODI-Serie gegen Pakistan. Im zweiten Spiel der Serie gelang ihm ein Fifty über 56 Runs und im dritten wurde er nach einem Century über 102 Runs aus 95 Bällen als Spieler des Spiels ausgezeichnet. Beim ICC Men’s T20 World Cup 2021 war er zunächst nur als Reserve vorgesehen und kam in den Kader als sich Jason Roy verletzte. Doch erhielt Vince keinen Einsatz. Nach dem Turnier folgte eine Twenty20-Serie in den West Indies, wo ihm ein Fifty über 55 Runs gelang. Im November 2022 konnte er in Australien ein Fifty über 60 Runs im zweiten ODI erzielen, doch eine enttäuschende Tour in Bangladesch zum Ende der Saison beendete auch in diesem Format seine Nationalmannschaftskarriere.